# Augusto Max
Augusto Max (San Miguel de Tucumán, 10 agosto 1992) è un calciatore argentino, centrocampista del Gimnasia (LP).

## Carriera
Ha giocato nella seconda divisione argentina e nella massima serie greca.